# 順行・逆行

2003年における地球から見た火星の逆行現象

順行（じゅんこう、prograde motion）とは、惑星が他の惑星と同じ方向に運動している状態を指す。それに対して逆行（ぎゃっこう、retrograde motion）とは、順行とは逆の方向に運動している状態を指す。天体の順行・逆行には、その天体の回転（公転・自転）方向自体の正逆に起因するものと、地球から天体を見た場合に起こる見かけの現象とがある。歴史的には後者の現象を説明するための理論が発展した。順行から逆行に切り替わる瞬間には惑星の赤経方向の運動が停止するが、この瞬間を留（りゅう）と呼ぶ。
本項では逆行についてのみ記述する。

## 回転方向に起因する逆行
天体の回転方向に起因する逆行は、天体の自転軸や公転軌道に対する運動方向で定義される。

天体の公転軌道の北極は右手系で定義される。すなわち、天体の公転運動の方向に沿って右手の指を曲げた時に右手の親指が向く方向を公転軌道の北と定義する。言い換えれば、公転軌道の北側から公転面を見ると天体が反時計回りに公転するように見える。
同様に天体の自転軸の北極は、その天体の自転方向に沿うように天体の赤道に右手の指をかぶせた時に親指が向く方向として定義する。自転軸の北側から天体を見ると反時計回りに自転するように見える。
逆行運動を表す際には数学的に等価な二通りの表現が可能である。すなわち、天体が軌道上を逆行すると考えても良いし、軌道上を順行しているが軌道面が裏返しになっている、と考えても良い。例として、ある惑星の赤道面に対して10°の傾きを持ち、軌道上を周期6時間で逆行公転する衛星を考えると、この衛星の軌道パラメータは以下のように表現できる。
- 軌道傾斜角: 10°、公転周期: -6時間
- 軌道傾斜角: 170°、公転周期: +6時間

前者は軌道傾斜角が90°を超えないような定義を用いた表現であり、後者は公転周期が負の値をとらないような定義を用いた表現となっている。同様に自転の場合も、自転軸が公転軸に対して10°傾いて逆行自転していると表現しても良いし、自転軸が逆さまになった状態で順行自転していると考えても良い。
これら二つの表現のうちどちらを用いるかは任意である。通常は公転周期が常に正になるように、従って逆行運動では軌道傾斜角が90～180度の値をとるように定義されることが多い。軌道傾斜角を併記しない場合には、天体の逆行運動を示すには周期を負の値で書くしかないため、天体の一覧表などでは逆行天体の周期を負の値で書く場合が多い。

### 公転の逆行
太陽系ではほとんどの天体が同じ方向で太陽の周囲を公転している。全ての惑星と大部分の小天体は、太陽の北極方向から見て反時計回りの軌道を持っている。逆行公転している天体のほとんどは彗星で、これらは非常に離心率の大きな軌道を持っている。
同様に、惑星の衛星のうち半径が大きく母惑星に近い軌道を持つものはほとんどが母惑星の自転と同じ方向に公転しており、その方向が順行となっている。しかし木星型惑星には軌道傾斜角が大きく離心率の大きな軌道を公転する変わった小衛星が数多く存在する。これらの衛星は小惑星やエッジワース・カイパーベルト天体が惑星に捕らえられたものと考えられ、その多くが逆行軌道を持っている。2006年現在での捕捉天体と考えられる衛星の軌道の向きは、木星では逆行が48個に対し順行が7個、土星では逆行が18個に対して順行が8個、天王星では逆行が8個に対し順行が1個である。この種の衛星で最も大きいものの一つが土星の衛星フェーベである。海王星では状況は少し異なっている。海王星の衛星では、逆行軌道を持つが軌道要素自体は普通のトリトンのみが、エッジワース・カイパーベルトから捕捉されて現在まで残っている唯一の大きな衛星とみられている。トリトンより外側を公転し不規則な軌道を持つ衛星が6個あるが、これらは順行軌道と逆行軌道が半数ずつとなっている。これらの衛星のうちいくつかは捕捉天体ではなく元々海王星の衛星で、トリトンの捕捉によって軌道が乱されたものと考えられている。

### 自転の逆行
地球を含むほとんどの惑星は順方向に自転している。つまり、太陽の周囲を公転するのと同じ方向に自転している（言い換えれば、自転の北極と公転の北極が太陽の北極と同じ向きになっている）。例外は金星、天王星である。天王星は公転軌道に対してほぼ横倒しに自転している。これを赤道傾斜角と自転周期で表すと、傾斜角82°で自転周期-17時間の逆行自転をしている、もしくは傾斜角98°で周期+17時間の順行自転をしている、と表される。現在の推定では、天王星は元々は普通の赤道傾斜角を持ち順行自転をしていたものが、初期の段階で大規模な天体衝突によって自転軸が倒されたと考えられているため、後者の表現が用いられることが多い（なお、天王星の衛星の公転方向は天王星本体の自転に対する方向で表されるため、衛星の順行・逆行の記述は天王星の自転をどう表現するかにはよらない）。
一方、逆行自転している金星の場合は赤道傾斜角は3°未満で、243日という非常にゆっくりとした自転周期を持つ。金星の場合は、地球と比べて自転軸が逆さになっていると考えるよりはゆっくりと逆行自転しているとした方が考えやすいことや、初期段階での大衝突によって自転軸にはほとんど影響を与えずに自転の方向のみが逆転したと考えられていることから、ほとんどの場合は（赤道傾斜角177°で自転周期+243日の順行自転ではなく）傾斜角3°で自転周期-243日の逆行自転をしていると表される。

## 見かけの逆行運動

外惑星の見かけの逆行運動：
S - 太陽の位置
T1, T2, ..., T5 - 地球の位置
P1, P2, ..., P5 - 外惑星の位置
A1, A2, ..., A5 - 天球上での外惑星の見かけの位置

空の天体を観測すると、太陽や月、恒星は地球の自転によって東から西へ動くように見える。これを日周運動と呼ぶ。しかしスペースシャトルや多くの人工衛星などは西から東へ動くように見えることが多い。これらの人工天体は月と同じ方向に公転しているが、公転速度が地球の自転よりも速いために日周運動とは逆方向に動くように見える。火星の衛星フォボスもこれと似た軌道を持つ。火星の表面から見たフォボスは地球から見た月の動きとは逆の方向へ動いていく。フォボスも月も母惑星に対して順行する衛星だが、月の公転周期が地球の1日に比べて長い（約1ヶ月）のに対して、フォボスの公転周期は火星の1日に比べて短いためにこのように見える。地球の周囲を公転する人工衛星には逆行軌道を持つ衛星も少ないながら存在し、これらの衛星は地上から見ると（逆説的だが）月と同じ方向、すなわち東から西へと動くように見える。

天球上での外惑星の見かけの逆行 A1からA5が直線にならないのは、地球と外惑星の軌道傾斜角が異なるためだ

地球から見ると、外惑星（火星、木星、土星、天王星、海王星）は空を移動しながら定期的に移動方向を変えるように見える。ある一夜での運動を見ると、全ての恒星と惑星は地球の自転に応じて東から西へと動くが、一般に惑星は恒星に対してゆっくりと東へ移動している。この運動方向が惑星にとっての順方向であり、見かけ上の順行運動と見なせる。しかし、地球は外惑星に比べて短い周期で1公転するため、地球上の我々は複数車線の高速道路を走る速い車のように定期的に外惑星を追い越すことになる。このような追い越しが起こると、追い越される外惑星は東へ動く順行運動を止め、続けて西へと後戻りするように見える。その後、地球が公転を進めて惑星を追い越し去ると、外惑星は再び西から東への順行運動を再開するように見える。
火星はこの見かけの逆行を約25.7ヶ月ごとに行い、火星より外側の惑星はより頻繁に逆行を行う。この逆行が起こる周期をその惑星の会合周期と呼ぶ。

天動説。従円上に惑星が固定されており、従円の中心が周転円に固定されていると考えると見かけの逆行が説明できる。

この見かけの逆行運動は、古代の天文学者を長年に渡り悩ませ続けた。英語の「planet」は、ギリシャ語で「彷徨うもの」を意味する語に由来する。天動説の太陽系モデルでは、惑星の見かけの逆行運動は、惑星が周転円と従円と呼ばれる円の上を運動するためであると説明された。その後コペルニクスらにより地動説が再発見されるまで、逆行が見かけの運動であるとは考えられなかった。
古代中国、漢の時代の天文学者は、惑星の逆行が規則的に起きることに気づいていたが、正常な運行とは認めず、災いを示す異変とみなした。彼らは、古の天下太平な世に逆行はなかったのに、兵乱があいつぐ時代に入って逆行が当たり前のようになったと考えていた。

## 逆行の例
太陽系での主な逆行運動の例を以下に挙げる。
- 金星 はゆっくりと逆行自転をしている。
- 木星の衛星アナンケ、カルメ、パシファエ、シノーペは木星の周囲を逆行公転している。これ以外の小さな衛星にも逆行するものが多く存在する。
- 土星の衛星フェーベは土星の周囲を逆行公転している。この衛星はカイパーベルト天体が捕捉されたものと考えられている。
- 海王星の衛星トリトンは海王星の周囲を逆行公転している。この衛星もカイパーベルト天体が捕捉されたものと考えられている。
- 天王星は赤道傾斜角がほぼ90°なので通常は「横倒しに自転している」と表現されるが、正確には90°以上の98°なので、順行か逆行かといえば逆行自転である。